# Adilson Mendes-Martins
Adilson Mendes-Martins (Lisboa, Portugal, 21 de marzo de 1997), más conocido como Adilson Mendes, es un futbolista portugués que juega en la demarcación de delantero en el Córdoba C. F. de la Segunda División de España.

## Trayectoria
Tras formarse en las categorías inferiores del A. S. Mónaco, K. A. A. Gent y Royal Antwerp fichó por el C. D. Badajoz el 1 de julio del 2019, debutando el 26 de julio en un amistoso contra el Europa F. C. y logrando su primer gol en partido oficial contra el Racing de Ferrol el 6 de febrero del 2022.
Tras el descenso del Badajoz a Segunda Federación al final de la temporada 2022-23 quedó libre, firmando posteriormente por el Córdoba C. F. hasta 2025.El 15 de octubre de 2023 lograría su primer gol con el conjunto andaluz ante la A. D. Mérida.

## Clubes
| Club          | País   | Año         | Partidos | Goles |
| ------------- | ------ | ----------- | -------- | ----- |
| C. D. Badajoz | España | 2019 - 2023 | 97       | 8     |
| Córdoba C. F. | España | 2023 - Act. | 46       | 10    |

## Palmarés

### Como jugador
| Título             | Club          | País   | Año  |
| ------------------ | ------------- | ------ | ---- |
| Segunda División B | C. D. Badajoz | España | 2021 |